# Georg Andersen
Georg Andersen (né le 7 janvier 1963 à Arendal) est un athlète norvégien, spécialiste du lancer du poids. 
Sixième des championnats d'Europe en salle 1988, et dixième des Jeux olympiques de 1988, il remporte la médaille de bronze aux championnats d'Europe en salle 1989, aux championnats du monde en salle 1989 et aux championnats d'Europe 1990.
Lors des championnats du monde 1991, à Tokyo, Georg Andersen remporte la médaille d'argent avec la marque de 20,81 m, mais il disqualifié pour dopage aux stéroïdes anabolisants. Il est suspendu 21 mois par l'IAAF.
Il remporte les championnats de Norvège en 1987, 1988, 1990 et 1995.
Son record personnel au lancer du poids, établi en salle, le 4 mars 1989 à Budapest, est de 20,98 m.